# Willisornis vidua
Willisornis vidua (лат.) — вид птиц из семейства Thamnophilidae. До 2011 года его считали подвидом Willisornis poecilinotus Английское название вида дано в честь притока Амазонки реки Шингу. Выделяют два подвида Willisornis vidua — номинативный и W. v. nigrigula. Последний иногда выделяют в отдельный вид Willisornis nigrigula.

## Распространение
Эндемик Бразилии. Естественной средой обитания вида является подлесок влажных тропических лесов. Встречаются до высоты 1350 м над уровнем моря.
МСОП присвоил виду охранный статус LC.